# Methanohalophilus mahii
Methanohalophilus mahii es una especie de arquea metilotrófica, halófila, y metanógena. Su genoma se ha secuenciado. Es especies estrictamente anaerobia y viven exclusivamente mediante la producción de metano. Methanohalophilus mahii fue aislado por primera vez del Gran Lago Salado en Utah.  Se encuentra en ambientes acuáticos de alta salinidad. El nombre Methanohalophilus es de methanum que significa "metano" en idioma latín; halo que significa "sal" en idioma griego; y mahii que significa "de Mah" en latín, sobre R.A. Mah, quien hizo una gran cantidad de investigaciones sobre microbios aeróbicos y metanogénicos. El tipo de cepa específico se designó como SLP (= ATCC 35705) y actualmente es la única cepa identificada de esta especie.

## Phylogeny
En todo, son cuatro especies en el género Methanohalophilus, incluso Methanohalophilus mahii, Methanohalophilus halophilus, Methanohalophilus portucalensis, y Methanohalophilus euhalobius. El pariente más cercano, Methanohalophilus portucalensis, tiene una similitud del 99,8% en la secuencia en todo el genoma a Methanohalophilus mahii. Las otras especies de Methanohalophilus tiene menos de 94.7% similitud a Methanohalophilus mahii. Todas especies dentro del género son halófilas, metanogenas que contribuyen a ecosistemas marinos y ciclismo mineral.

## Descubrimiento
En 1988, Robert Paterek y Paul Smith estaban buscando bacterias metanogénicas en el Gran Lago Salado en Utah cuando descubrieron por primera vez la archaeon Methanohalophilus mahii en sus sedimentos anóxicos. Las muestras de sedimento se recogieron y almacenaron en tubos de plexiglás, y las muestras de subnúcleo se tomaron con un taladro de corcho de bronce y se transfirieron a botellas de suero de cincuenta mililitros. Todas las muestras se procesaron dentro de las cuarenta y ocho horas posteriores a la recolección. Los medios utilizados para el aislamiento de las colonias de Methanohalophilus mahii se prepararon utilizando la técnica de Hungate para el aislamiento adecuado de los microbios anaerobios. Las diluciones en serie se prepararon en una proporción de 1:10, y los tubos de rollo de agar se inocularon y se incubaron a 30.oC durante ocho semanas. Las colonias metanógenas aisladas se eligieron al identificar aquellas con una textura espumosa, que denota liberación de gas, y se diluyeron e inocularon repetidamente en tubos con tubos de agar hasta que solo quedó un tipo de morfología de colonia. Estas colonias aparecieron como colonias de color amarillo pálido de color crema a amarillo pálido con una textura espumosa general debido a la liberación de gas.

### Cultivo celular
Se realizaron varios análisis para determinar las características de las células. Methanohalophilus mahii Methanohalophilus mahii se clasifica como halófilo moderado, o un organismo que puede crecer en ambientes de alta salinidad, ya que puede crecer en un rango de 0.5 a 3.5 M de NaCl con una concentración de crecimiento óptima a 2.0 M de NaCl, pero con una concentración de NaCl 1,2 M que produce la densidad de cultivo más alta. También puede crecer en diferentes niveles de pH que van desde 6.5 hasta 8.2, con un pH óptimo de 7.5. Methanohalophilus mahii es un mesófilo, o un organismo que prospera a temperaturas moderadas, y crece mejor a una temperatura de 37.oC.

### Estructura celular
Methanohalophilus mahii cells macha Gram negativa, y no son móviles. Las celdas son  irregulares y cocos aproximadamente 0.8 a 1.8 micrómetros de diámetro. Además, las células fluorescen bajo luz de 420 nanómetros. Los fosfolípidos de membrana están compuestos por núcleos de β-hidroxiaarol, glicolípidos de glucosa y grupos de cabeza polares de etanolamina, glicerol y mioinositol.

## Metabolismo
Methanohalophilus mahii es un anaeróbico anaeróbico [1] metilotrófico metilotrofoic y metanógena quimioheterótrofo, y puede reducir compuestos de un solo carbono y compuestos con múltiples carbonos dado que no hay dobles enlaces carbono-carbono presentes.  Se requieren cantidades traza de Mg2 +, K +, Ca2 + y Fe2 + para el crecimiento metanogénico. Pueden usar metanol de forma independiente como fuente de carbono, y la vía glucolítica Embden-Meyerhof-Parnas (EMP) se puede utilizar para procesos catabólicos. Donantes de electrones posibles incluyen metanol, metilaminas, dimetilaminas y trimetilaminas. Methanohalophilus mahii puede usar varias vías metabólicas para reducir o oxidar los grupos metilo, creando metano o dióxido de carbono en el proceso. En la vía metanógena metilotrófica reductiva, Methanohalophilus mahii finalmente puede reducir un grupo metilo a un metano, que se libera. n la ruta oxidativa metilotrófica, el grupo metilo se oxida en cambio a dióxido de carbono y se libera. Este proceso contribuye directamente a la mineralización de carbono en los ecosistemas marinos.

## Genoma
La genoma de Methanohalophilus mahii fue secuenciado por secuencia de escopeta using a 6.8 kilobase biblioteca Sanger. Se determinó que el tamaño completo del genoma es de 2.012.424 pares de bases de longitud, con 2.906 genes en total, con 2.032 genes que codifican proteínas. La secuencia tenía un 42.6% contenido GC, y cuarenta y cinco pseudogenes estaban ubicados.

## Significado
Methanohalophilus mahii tiene un único ARNt supresor con una pirrolisina, un aminoácido que se encuentra más comúnmente en procariotas, que puede reconocer y unirse al codón de PARADA ámbar (UAG) que también está codificado por los genes utilizados para metilamina metiltransferasas. Esta especie fue la primera del género Methanohalophilus tener su genoma completamente secuenciado  [1] </ span>]]. Tiene especies levemente halófilas, metilotrofas, y metanógenas. Estas arqueas contribuyen al proceso de carbono mineralización en el medio marino ecosistemas. Específicamente, la ruta oxidativa metilotrofa Methanohalophilus mahii utiliza permite a la especie oxidar metano a dióxido de carbono, que, a su vez, es utilizado por otros planta sy organismo s. This mineral ciclo proceso permite un mayor crecimiento y  diversidad en el océano.

## Otras lecturas
- Dworkin, Martin, and Stanley Falkow, eds. The Prokaryotes: Vol. 3: Archaea. Springer, 2006.
- Spring, Stefan; Lapidus, Alla; Scheuner, Carmen (2010). «The Genome Sequence of Methanohalophilus mahii SLPT Reveals Differences in the Energy Metabolism among Members of the Methanosarcinaceae Inhabiting Freshwater and Saline Environments». Archaea 2010: 16. PMC 3017947. PMID 21234345. doi:10.1155/2010/690737.